# جو فورتوناتو (لاعب كرة قدم أمريكية)
جو فورتوناتو (بالإنجليزية: Joseph Francis Fortunato)‏ هو لاعب كرة قدم أمريكية أمريكي، ولد في 28 مارس 1930 في مينغو جانكشن في الولايات المتحدة، وتوفي في 6 نوفمبر 2017 في ناتشيز في الولايات المتحدة.

## وصلات خارجية
- جو فورتوناتو على موقع مرجع كرة القدم المحترفة.كوم (الإنجليزية)